# Natação nos Jogos Pan-Americanos de 2019 - Revezamento 4x100 m medley misto
As competições do revezamento 4x100 metros medley misto da natação nos Jogos Pan-Americanos de 2019 foram realizadas em 8 de agosto no Centro Aquático Nacional, em Lima, no Peru.

## Calendário
Horário local (UTC-5).
| Data        | Horário | Fase          |
| ----------- | ------- | ------------- |
| 8 de agosto | 12:27   | Eliminatórias |
| 8 de agosto | 22:44   | Final         |

## Medalhistas
|  | BRA Brasil |  | CAN Canadá                                                                                                |  | ARG Argentina |
|  | Giovanna Diamante Guilherme Guido João Luiz Gomes Júnior Larissa Oliveira Jhennifer Conceição* Leonardo de Deus* Manuella Lyrio* Vinícius Lanza* |  | Alexia Zevnik Danielle Franci Hanus James Dergousoff Javier Carlos Acevedo Haley Black* Kyla Anne Leibel* |  | Andrea Eliana Berrino Federico Grabich Julia Sebastian Santiago Grassi Florencia Perotti* Lautaro Rodriguez* Roberto Ivan Strelkov* Virginia Bardach* |

* Nadadores que só participaram das eliminatórias da prova, mas que também recebem medalhas.

## Recordes
Antes desta competição, os recordes mundiais e pan-americanos da prova eram os seguintes:
| Tipo                             | Atleta | Tempo   | Local     | Data                |
| -------------------------------- | --- | ------- | --------- | ------------------- |
|                                  | Estados Unidos · Matt Grevers (52.32) · Lilly King (1:04.15) · Caeleb Dressel (49.92) · Simone Manuel (52.17) | 3m38s56 | Budapeste | 26 de julho de 2017 |
| Recorde dos Jogos Pan-Americanos | | '       |           |                     |

Os seguintes novos recordes foram estabelecidos durante esta competição:
| Data        | Evento | Atleta | Tempo   | Notas                            |
| ----------- | ------ | --- | ------- | -------------------------------- |
| 8 de agosto | Final  | Estados Unidos · Isabelle Stadden (59.69) · Kevin Cordes (1:00.59) · Matthew Josa (52.30) · Meaghan Raab (55.69) | 3:48.27 | Recorde dos Jogos Pan-Americanos |

## Resultados

### Eliminatórias
A eliminatória foi realizada em 8 de agosto. 
| Pos. | Bateria | Raia | Nadador | Nacionalidade      | Tempo   | Notas |
| ---- | ------- | ---- | --- | ------------------ | ------- | ----- |
| 1    | 2       | 4    | Isabelle Stadden (59.69) Kevin Cordes (1:00.59) Matthew Josa (52.30) Meaghan Raab (55.69)                     | USA Estados Unidos | 3:48.27 | Q,    |
| 2    | 1       | 6    | Leonardo de Deus (55.17) Jhennifer Conceição (1:08.27) Vinicius Lanza (52.84) Manuella Lyrio (56.14)          | BRA Brasil         | 3:52.42 | Q     |
| 3    | 1       | 4    | Javier Acevedo (55.77) James Dergousoff (1:03.45) Haley Black (59.43) Kyla Leibel (55.62)                     | CAN Canadá         | 3:54.27 | Q     |
| 4    | 1       | 3    | Anthony Rincón (56.75) Jorge Murillo (1:01.28) Valentina Becerra (1:01.17) Sirena Rowe (57.26)                | COL Colômbia       | 3:56.46 | Q     |
| 5    | 2       | 5    | Celia Pulido (1:03.31) Esther González (1:11.68) Lorena González Mendoza (1:04.00) José Martínez (51.60)      | MEX México         | 4:01.65 | Q     |
| 6    | 2       | 6    | Armando Barrera (57.50) Julio Calero (1:05.05) Mateo González (55.06) Elisbet Gámez (56.48)                   | CUB Cuba           | 4:03.03 | Q     |
| 7    | 2       | 3    | Florencia Perotti (1:05.44) Virginia Bardach (1:13.15) Roberto Strelkov (53.57) Lautaro Rodríguez (50.98)     | ARG Argentina      | 4:03.14 | Q     |
| 8    | 1       | 5    | Mayerly Escalante Hernandez (1:06.56) Marco Guarente (1:02.20) Bryan Chávez (55.25) Fabiana Pesce (59.17)     | VEN Venezuela      | 4:03.18 | Q     |
| 9    | 1       | 2    | Carolina Cermelli (1:05.39) Édgar Crespo (1:04.63) Bernhard Christianson (56.15) Ireyra Tamayo (59.94)        | PAN Panamá         | 4:06.11 |       |
| 10   | 2       | 2    | McKenna DeBever (1:05.13) Paula Tamashiro (1:12.35) Javier Tang Juy (55.91) Miguel Zavaleta Castaneda (53.07) | PER Peru           | 4:06.46 |       |

### Final
A final foi realizada em 8 de agosto. 
| Pos.              | Raia | Nadadores                                                                                              | Nacionalidade      | Tempo   | Notas            |
| ----------------- | ---- | --- | ------------------ | ------- | ---------------- |
| Medalha de ouro   | 5    | Guilherme Guido (54.68) João Gomes Júnior (59.32) Giovanna Diamante (59.33) Larissa Oliveira (55.28)   | BRA Brasil         | 3:48.61 |                  |
| Medalha de prata  | 3    | Javier Acevedo (55.03) James Dergousoff (1:01.71) Danielle Hanus 58.71) Alexia Zevnik (54.52)          | CAN Canadá         | 3:49.97 |                  |
| Medalha de bronze | 1    | Andrea Berrino (1:02.61) Julia Sebastián (1:07.55) Santiago Grassi (51.65) Federico Grabich (48.72)    | ARG Argentina      | 3:50.53 | Recorde nacional |
| 4                 | 2    | Celia Pulido (1:03.42) Melissa Rodríguez (1:07.92) Long Gutiérrez (53.29) Jorge Iga (49.22)            | MEX México         | 3:53.85 |                  |
| 5                 | 6    | Omar Pinzón (56.00) Jorge Murillo (1:01.06) Valentina Becerra (1:00.72) Sirena Rowe (57.44)            | COL Colômbia       | 3:55.22 |                  |
| 6                 | 8    | Carla González ( 1:05.35) Marco Guarente (1:02.44) Isabella Páez (1:01.01) Cristian Quintero (49.30)   | VEN Venezuela      | 3:58.10 |                  |
| 7                 | 7    | Armando Barrera (57.39) Julio Calero (1:03.74) Lorena González Mendoza (1:03.25) Elisbet Gámez (56.42) | CUB Cuba           | 4:00.80 |                  |
| 8                 | 4    | Phoebe Bacon (59.56) Cody Miller Tom Shields Margo Geer                                                | USA Estados Unidos | DSQ     |                  |

Legenda
| Recorde mundial                  | Recorde mundial (World record)               |                       | Recorde africano                      | Recorde africano (African) |                                           | Q | Classificado por posição (Qualified) |
| Recorde dos Jogos Pan-Americanos | Recorde pan-americano (Pan-American record)  | Recorde da América    | Recorde da América (Americas)         | q                          | Classificado por melhor tempo (Qualified) |   |                                      |
| Melhor marca do ano              | Melhor marca do ano (World leading)          | Recorde asiático      | Recorde asiático (Asian)              | DNS                        | Não largou (Did not start)                |   |                                      |
| Recorde nacional                 | Recorde nacional (National record)           | Recorde europeu       | Recorde europeu (European)            | DNF                        | Não terminou (Did not finish)             |   |                                      |
| Recorde pessoal                  | Recorde pessoal do atleta (Personal best)    | Recorde da Oceania    | Recorde da Oceania (Oceania)          | DSQ / DQ                   | Desclassificado (Disqualified)            |   |                                      |
| Recorde da temporada             | Recorde da temporada do atleta (Season best) | Recorde sul-americano | Recorde sul-americano (South America) | NM                         | Sem marca (No mark)                       |   |                                      |